# Claus Henneberg (Schriftsteller)
Claus Henneberg (geboren am 16. Juli 1928 in Hof (Saale)) ist ein deutscher Lyriker, Dramatiker und Erzähler.

## Leben
Henneberg ist der Sohn eines Rechtsanwalts. Nach einem Einsatz als Luftwaffenhelfer im Zweiten Weltkrieg und dem Abitur am humanistischen Gymnasium in Hof studierte er von 1949 bis 1954 Rechtswissenschaften in München und war Herausgeber der Literaturzeitschrift Ophir, die von 1952 bis 1953 erschien, mit eigenen Beiträgen Hennebergs unter fünf verschiedenen Pseudonymen, sowie der Mitbegründer der gleichnamigen Galerie für junge Kunst in München.
1955 folgte ein Aufenthalt in Paris, seitdem wohnt er im Haus der Eltern im Hofer Stadtteil Haidt.
Henneberg ist literarisch zu verorten im Umfeld der literarischen Avantgarde der 1960er Jahre um Gomringer und Heißenbüttel, der Angehörigen der Wiener Gruppe wie Jandl, Mayröcker und Konrad Bayer und vor allem der Stuttgarter Schule von Max Bense, in dessen Zeitschrift Augenblick ab 1958 Texte von Henneberg erschienen.
Von 1966 bis 1970 veranstaltete er zusammen mit Reinhard Döhl die Tage für „neue literatur in hof“, ein als Gegenveranstaltung zu den Tagungen der Gruppe 47 konzipiertes Forum für experimentelle Texte und konkrete Poesie.
Zusammen mit Döhl konzipierte er auch die vom SDR von 1965 bis 1968 in 25 Folgen ausgestrahlte Fernsehserie Auf der Lesebühne der Literarischen Illustrierten.
1970 gründete er den verlag für neue literatur, machte von 1971 bis 1972 eine Buchhandelslehre in München, war ab 1972 Inhaber der Buchhandlung Kleinschmidt in Hof und beteiligte sich aktiv am Hofer Kulturleben.
Dazu gehörten ab 1967 die Hofer Filmtage, der Kulturbund Hof, die Zeitschrift Kulturwarte, das Literarische Nachtcafé in der Buchhandlung Kleinschmidt (1986–1990), der Lions-Club Hof und das Theater K (1988–1991).
Seit 1993 lebt er als freier Schriftsteller in Hof.
Henneberg ist seit 1968 Mitglied der SPD.

## Würdigungen
- 1968 Förderungspreis der Stadt Nürnberg
- 1998 Johann-Christian-Reinhart-Plakette der Stadt Hof

## Werke
- Texte und Notizen. Lyrik und Prosa. Neuwied & Berlin-Spandau 1963.
- Monologe. Neuwied & Berlin-Spandau 1963.
- Die alte Anna oder das Glück im Winkel. Uraufführung Tage für neue Literatur 1968, Regie Reinhard Döhl; Aufführung Theater K, Hof 1988.
- Christ ist erschienen, uns zu versühnen. Ein Lebensbild Heinrich Holzschuhers aus Wunsiedel, des Vollenders der Weihnachtshymne „O du fröhliche“. Hof 1968.
- he, Schwestern. Hörspiel. Uraufführung Saarländischer Rundfunk 1969. Uraufführung als Theaterstück Theater K, Hof 1988.
- Wörterbuch zu Homer und andere Siebtexte. Mit Siebdrucken von Reinhold Koehler. Hof 1970.
- Hauptbuch. Baldheim & München 1983, ISBN 3-924278-00-8.
- Kisten. Drama. Uraufführung Theater K, Hof 1989.
- Jugend-Geschichten. Prosa. Hof 1995, ISBN 3-88267-048-7.
- Kinder und Narren. Prosa. Hof 1996, ISBN 3-88267-050-9.
- Rabenpost. Prosa. Hof 1998, ISBN 3-88267-054-1.
- Zeitsprünge. Mit einem Nachwort von Reinhard Döhl. Prosa. Hof 2001, ISBN 3-88267-057-6.
- Selbstporträt. Autobiographie. Hof 2003, ISBN 3-88267-064-9.
- Eine Liebesgeschichte. Nach Bildern von Paul Krüger. Prosa. Hof 2004, ISBN 3-88267-068-1.
- Auferstehung. Drei Geschichten. Hof 2008, ISBN 978-3-88267-079-0.
- mit Wolfgang Ritter: Skulpturen. Ein Werkstattgespräch über 14 Bildhauerarbeiten mit Claus Henneberg. Hof 2008